# Feaella mucronata
Feaella mucronata är en spindeldjursart som beskrevs av Albert Tullgren 1907. Feaella mucronata ingår i släktet Feaella och familjen Feaellidae. Inga underarter finns listade i Catalogue of Life.